# Горбань, Григорий Яковлевич
Григорий Яковлевич Горбань (1 апреля 1932, село Шаповаловка Борзнянского района Черниговской области — 18 июня 2000, Мариуполь) — сталевар «Азовстали», дважды Герой Социалистического Труда, лауреат Государственной премии УССР, член ЦК КПСС.

## Биография
Григорий Горбань родился 1 апреля 1932 года в семье пчеловода, окончил ремесленное училище № 6 (ныне ПТУ № 3), поступил на Азовсталь в 1949 году. 
С 1959 года — член КПСС.
В 1960 году окончил Ждановский металлургический техникум (в то время Ждановский индустриальный техникум), работал помощником сталевара.
С 1962 года работал сталеваром мартеновского цеха завода «Азовсталь», затем бригадиром мартеновского цеха.
В 1971—1986 гг. — член ЦК КПСС.
В 1975 году окончил Высшую Партийную Школу при ЦК КПСС (заочно).
Делегат XXIV, XXV и XXVI съездов КПСС.

## Награды
- Дважды Герой Социалистического Труда (1971, 1978)
- Три ордена Ленина
- Медали
- Лауреат Государственной премии УССР (1975)

## Память
В честь Горбаня установлен бюст в Левобережном районе Мариуполя.